# 蕭子新
蕭子新（1974年7月12日—），台灣新聞主播，畢業於國立臺灣大學管理學院國際企業研究所、國立臺灣大學中國文學系(輔系:法律學系)。曾任TVBS新聞台《十點不一樣》主播。2011年11月跳槽至年代新聞台，擔任《年代晚報》主播，並與高文音搭檔。2014年12月轉任壹電視新聞台主播，曾負責播報《壹電視晚間新聞》。曾任壹電視新聞部國際暨大陸新聞中心主任，現任MOMO綜合台《今天大小事》主持人）

## 學歷
- 國立臺灣大學管理學院高階管理碩士(EMBA)國際企業組
- 國立臺灣大學文學院中文系學士(輔系:法學院法律系法學組)
- 臺北市立建國高級中學

## 經歷
- 中天新聞主播
- TVBS新聞台新聞主播、主持人（2004年～2011年6月）
- 年代新聞台國際暨大陸新聞中心主任、專案中心主任、製作人、主持人、主播。
- 壹電視新聞台國際暨大陸新聞中心主任、主播、主持人、製作人。
- 現任MOMO綜合台《今天大小事》主持人）

## 曾主播過或主持過的節目
| 時間                          | 頻道         | 節目                      | 備註                                               |
| 待查－2011年6月               | TVBS新聞台   | 《十點不一樣》            | 主播                                               |
| 2011年11月－待查              | 年代新聞台   | 《年代晚報》              | 主播                                               |
| 待查                          | 年代新聞台   | 《年代午報》              | 主播                                               |
| 待查                          | 年代新聞台   | 《新聞追追追》            | 主持人                                             |
| 2013年11月23日－2014年4月25日 | 年代新聞台   | 《無碼的世界》            | 製作人及主持人，後轉移至同集團旗下壹電視新聞台播出 |
| 2014年4月26日－2019年10月26日 | 壹電視新聞台 | 《無碼的世界》            | 製作人及主持人，後轉移至同集團旗下壹電視新聞台播出 |
| 2014年11月29日                | 壹電視新聞台 | 《人民作主 決戰九合一》   | 主播（開票特別報導，與蕭彤雯搭檔）                 |
| 2014年12月8日－2016年7月29日  | 壹電視新聞台 | 《晚間新聞》              | 主播                                               |
| 2016年1月16日                 | 壹電視新聞台 | 《翻轉2016 台灣新時代》   | 主播（開票特別報導，與王欣怡搭檔）                 |
| 2016年8月1日－2019年1月4日    | 壹電視新聞台 | 《新聞八九點 欣新說新聞》 | 主播（與王欣怡搭檔）                               |
| 2016年11月9日                 | 壹電視新聞台 | 《權力之巔 2016決戰白宮》 | 主持人（2016年美國總統選舉特別報導）               |
| 2017年1月20日                 | 壹電視新聞台 | 《川普就職 狂人撼全球》   | 主持人（美國總統唐納·川普就職特別報導）            |
| 2018年3月26日                 | 壹電視新聞台 | 《毒害台灣大解碼》        | 主持人（特別報導）                                 |
| 2018年4月27日                 | 壹電視新聞台 | 《衝破38度線 文金世紀會》 | 主持人（2018年4月南北韓高峰會特別報導）            |
| 2018年11月24日                | 壹電視新聞台 | 《2018戊戌年 壹戰定天下》 | 主播（開票特別報導，與王欣怡搭檔）                 |